# 文化工業
文化工業(德語：Kulturindustrie)是德國法蘭克福學派學者馬克斯·霍克海默及狄奧多·阿多諾等人提出的概念，用以批判資本主義社會下大眾文化的商品化及標準化。它首次出现于霍克海默與阿多諾合著的《启蒙辩证法》（1944年）中的重要章节《文化工业：作为大众欺骗的启蒙》。在这个章节中作者分析了后资本主义时代文化的生产和功能的转变。阿多诺称文化工業是从上向下“有意识地结合其消费者”。这部著作标志着批判理論早期的结束。
“文化工业”是一个复杂且非静态的概念，无法清晰定义。所謂的文化工業就是標準化機器生產並理性分銷文化商品的系統，這種生產出來的商品重點放在營利，違背了文化真正應有的意義，文化指的是一種精神，還代表高品質的文化，也包含反抗外加秩序的特徵，但現今許多文化被商品化、營利化，而失去了精緻文化的反抗元素。它代替了作者原本使用的“大众文化”（Massenkultur）的概念。该章节核心部分指出：所有的文化都将变为商品；艺术作品将根据其经济价值，而非艺术价值定义。在市民社会中分析自主性的艺术品不再重要。因此，美学自身将预定宣传内容，成为商品的功能之一，后来阿多诺用文化工业这个词来描述文化事件和产品对社会的影响。他們也強調文化商品的消費者會被塑造成行為從眾、自我意識薄落和本能遭控制的人。阿多諾認為現代藝術（例如畢卡索、達達主義）仍能激發消費者進行反抗，因為這類的藝術創作嘲諷當下，能讓觀眾思考。阿多诺希望以此找到下面这个问题的答案：为什么从马克思主义的、对立的文化角度来看自相矛盾的资本主义社会會是稳定的。他的答案是文化工业是资本主义社会中的“社会胶”，它是统治和结合的工具。文化工业的结合作用在于其产品也不断地调节着消费。这个调节作用不但是物质的，同时也是精神的。而文化工业本身就有相当高的物质性的趋势。阿多诺與霍克海默兩位學者也強調，文化工業可以說是由「重複」組成的，而它的產品是不斷的炒舊作，它只能推銷文化商品的技術面，例如：電影特效、合成音效等等。
“文化工业”概念提出后，法兰克福学派其他主要代表人物马尔库塞、本雅明、哈贝马斯等人也对这个主题加以阐述，形成了法兰克福学派“文化工业”理论。法兰克福学派“文化工业”理论体现在《文化的肯定性质》、《单面人》、《机械复制时代中的艺术作品》、《作为“意识形态”的技术和科学》等文本中。这一学派的本雅明肯定了文化工业的进步意义，认为其可以将艺术从宗教仪式的古老传统中解放出来，有助于启迪大众。

## 文化产物的商品特征
阿多诺在分析文化产品时主要使用了两个基本的分析商品的技术：
1. 按照卡尔·马克思对商品的特征的分析分别其使用价值和交换价值
2. 在另一方面他对比文化产品与“真正的艺术品”之间的差别

依马克思的理论，物品具備满足人的需要的用途，而这用途决定着這物件的使用价值。物件的使用价值本来就存在於物件内。而交换价值只有在人们交换这个物件时才存在。只有在这个时候物件才成为商品。马克思称交换价值是商品的基本特征。马克思认为资本主义的基础是商品交换，在资本主义社会中物件被生产的目的在于交换。而在另一方面，“真正的艺术品”是文化商品的一个对比。阿多诺使用这两个技术对文化工业进行批评性的分析。阿多诺将他的分析分为两个部分，来体现文化在文化工业出现前和出现后的不同：
- 市民-自由主义时期
- 资本主义后期
  - 艺术和文化是解放的标志
  - 艺术和文化是关键的刺激的起点
    - 艺术和文化对当权的敌人始终是反对的

  - 艺术和文化相当独立
  - 艺术和文化能够突出社会现实，发展创新的思想
- 通过文化工业文化的内容改变了
  - 文化的独立性大部分消失了
- 文化世界分裂成了两个部分：
  - 大部分是文化工业的商品
  - 小部分是剩下的市民阶级的真正的艺术
- 文化工业的商品成为了市民文化的继承人，从而成为了“真正的”艺术

按照阿多诺的看法在市民-自由主义时期艺术虽然是一个优秀阶级的产物——因此阿多诺在他的启蒙辩证法中称之为市民艺术，从一开始它就与下层阶级隔绝，但它总的来说是为整个社会的福利服务的，而且是整个社会可以接触到的。它的刺激导致了社会的发展。但在资本主义后期它的社会的发动机的作用改变了。阿多诺认为在这个时期里本来只具有使用价值的艺术（这个使用价值体现于满足社会的正义感）成为了一个市场商品，其价值在于它的交换次数。这个艺术丧失了它的独立性，它的作用仅仅在于产生资本。为了达到这个目的文化工业创造了一个全球化的网络。这个网络的基本结构在于文化生产、文化商品、及其在全世界的分售。此外它还制造了一个文化商场，这个文化商场成为了商品与其消费者之间的连接，它是这个网络中的第四个基本点。
工业化的出现、通讯技术的提高和跨地区报纸的出现使得文化机关的性质改变了。没有这些创新文化工业是不可能的。阿多诺认为，任何文化产品，尤其传播媒体都无法逃脱文化工业，相反地文化工业也离不开文化产品，尤其是传播媒体。工业与产品总是分不开的，总是必须看作为一个整体。媒体与其它文化产品一样是文化工业的一个产品。阿多诺认为文化工业的文化产品不按照其自己的需要而产生，而是按照其交换价值而被生产。整个文化工业将其利润的需要强加在其产品的精神价值上。这样一来文化工业的精神价值也完全成为了商品。

## 对象
作为商品文化当然要找到它的消费者。一个消费者只有在一个产品中看到其用处，或者以为在一个产品中看得到用处的时候才会消费这个产品。一个艺术家，或者围绕着这个艺术家的机构必须合乎这个消费者的口味才找得到他的产品的消费，因此他必须适应他的消费者的口味。这样一来文化就丧失了它在社会中的批评作用，而成为了社会的结合体。同时文化的对象对文化并不提出创新的要求，而是让文化来为他服务。阿多诺认为这样一来文化就成为了消遣的一部分。而消遣只不过是一个人工作过程之间的休息恢复过程，因此是工作过程的一个服务过程。在这个过程中一个人应该尽量少花力气。文化也应该在这个过程中少花人的力气。

## 相互作用：对象<->大众消费品
阿多诺相信文化工业对其消费者有操纵的作用。不过这个操纵作用并不是有目的性的、受控制的、有方向性的，而是潜伏的。虽然如此这个潜伏的操纵对整个社会施加影响。阿多诺认为这个操纵作用有两个结果：
1. 个人被文化工业退化为了消费者
2. 文化工业向其消费者提供通俗的、表面的无意义的事物

因此文化工业是一个由上层阶级领导的文化影响，而不是一个大众文化，也不是一个民族文化。
阿多诺认为这个“上层社会”并不是一个阴谋的主导人。他们并不是因为文化的批评作用而想要控制文化，将文化变成陈腐的琐事，他们是资本主义的主导人，在资本主义社会中试图将一切变成商品。
文化要成为商品必须受到其消费者的欢迎，文化工业必须向他提供他所想要的、他明白的、不使他迷惑的货物，比如简单的、优美的旋律、简单的侦探小说和电影。这是消费者与文化工业之间的相互作用。

## 产生文化工业的思想对社会的影响
文化工业对社会的影响不仅仅是思想上的停滞，而且还有许多其它的影响。它们可以分为：
1. 对消费者的影响：文化工业在这里是工业与观众之间的调解人。在这个作用中它也影响人的意识。不广泛的，通过文化工业无法交换的物件无法存在
2. 在消费者内的影响：文化工业防止人产生批评性的思想。这样人也无法抵抗文化工业了

这样一来文化工业稳定统治。这个稳定作用不是一个副作用，而是文化工业的本质。它向它的观众提供思想。通过这个方法它成为人的基本原则的定义者。
此外文化工业还使得人不再认识到关键点，而只注意不重要的东西。一个例子是将一场首演推进为一个社会大事。这样一来首演的交换价值成为了看到和被看到。而首演的节目只不过是这个社会大事的原因。重要的不再是首演的节目（假如其内容是古典的话反正没人能懂），而是在那里和旁边的闲谈。想到的不再是艺术家想通过这个节目表达什么，而是参加这个节目会怎样影响到一个观众的社会地位，而是别人会怎样想。这也是艺术丧失其独立性的一个标志。阿多诺非常尖刻地说，过去人们不允许自由思考，今天人们允许自由思考，但不会自由思考了，因为一个人只想他应该想什么，而这个思想被感觉为自由。